# La Poupée de la terreur
Série
La Poupée de la terreur 2
(1996)
Pour plus de détails, voir Fiche technique et Distribution.
La Poupée de la terreur (Trilogy of Terror) est un téléfilm américain de Dan Curtis diffusé le 4 mars 1975 sur ABC.
Ce téléfilm est une anthologie de trois histoires fantastiques sur le thème de la terreur.

## Synopsis
Chad est un étudiant qui est obsédé par son professeur d'anglais, Julie Eldrich, qui s'avère être une psychopathe.
Les sœurs Larimore sont très différentes : l'une est blonde et l'autre est brune. Elles se font une guerre sans fin : l'une cherchant à tuer l'autre.
Amelia est une femme qui vit seule mais un jour, elle reçoit une poupée vaudou, un Zuni qui vient d'Afrique, qui est vivant et cherche à la tuer.

## Fiche technique
- Titre original : Trilogy of Terror
- Titre français : La Poupée de la terreur
- Réalisation : Dan Curtis
- Scénario : Richard Matheson et William F. Nolan
- Directeur de la photographie : Paul Lohmann
- Montage : Les Green
- Distribution : Gail Melnick
- Décors : Jan Scott
- Costumes : Don McDonald et Dodie Shepard
- Musique : Bob Cobert
- Effets spéciaux de maquillage : Michael Westmore (en)
- Effets spéciaux : Richard Albain et Erik Von Buelow
- Producteur : Dan Curtis
- Producteur associé : Robert Singer
- Compagnies de Production : Dan Curtis Productions - ABC Circle Films
- Compagnie de distribution : ABC, Atlantic Home Video (France)
- Genre : Film d'horreur
- Pays :  États-Unis
- Durée : 72 minutes [1]
- Date de diffusion :
  -  États-Unis : 4 mars 1975[2]
  -  France : 1987 (sur video)

## Distribution

### Segment "Julie"
- Karen Black : Julie Eldrich
- Robert Burton III : Chad Foster
- Gregory Harrison : Arthur Moore
- James Storm : Eddie Nells

### Segment "Millicent and Therese"
- Karen Black : Millicent Larimore / Therese Larimore
- George Gaynes : Docteur Chester Ramsay
- John Karlen : Thomas Amman
- Kathryn Reynolds : Anne Richards
- Tracy Curtis : Tracy

### Segment "Amelia"
- Karen Black : Amelia
- Orin Cannon : Le concierge de l'hôtel
- Walker Edmiston : La voix du Zuni